# Beorhtric

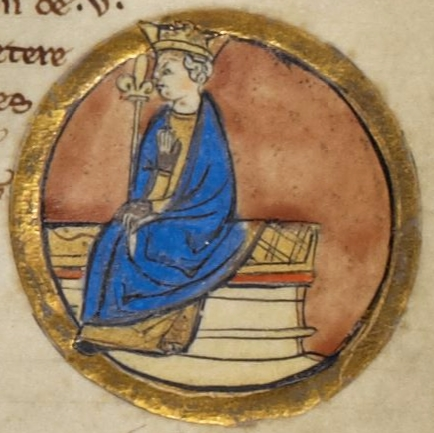
Beothric van Wessex

Beorhtric (onbekend - 802) was koning van Wessex van 786 tot aan zijn dood en staat vermeld in de Anglo-Saxon Chronicle.
In 786 volgde Beorthric Cynewulf van Wessex na zijn dood op als koning van Wessex. Drie jaar later trouwde Beorhtric met Eadburh, dochter van Offa, de koning van Mercia. In datzelfde jaar voerden tijdens zijn koningschap de Vikingen de eerste aanval uit op Engeland, aan de kust van Dorset bij Isle of Portland. In 802 overleed Beorhtric en werd begraven in Wareham, Engeland. Na zijn dood volgde Egbert van Wessex hem op.
In 1854 werd er een zeldzame munt gevonden waarop Beorthric staat vermeld.
Cerdic · Cynric · Ceawlin · Ceol · Ceolwulf · Cynegils · Cwichelm · Cenwalh · Penda van Mercia/Cenberht (?) · Cenwalh · Seaxburg · Æscwine · Centwine · Cædwalla · Ine · Æthelheard · Cuthred · Sigeberht · Cynewulf · Beorhtric · Egbert · Æthelwulf · Æthelbald · Æthelberht · Æthelred · Alfred de Grote · Eduard de Oudere · Æthelstan